# Wapen van de Turks- en Caicoseilanden
Het wapen van de Turks- en Caicoseilanden is in gebruik sinds 1965.
Het wapen bestaat uit een schild dat gedragen wordt door twee flamingo's. Het schild toont in een geel veld een schelp, een zeekreeft en een cactus. Boven het schild staat een pelikaan op een ridderhelm afgebeeld.
Het schild staat afgebeeld op de vlag van de Turks- en Caicoseilanden.
Antigua en Barbuda · Aruba · Bahama's · Barbados · Belize · Canada · Costa Rica · Cuba · Curaçao · Dominica · Dominicaanse Republiek · El Salvador · Grenada · Guatemala · Haïti · Honduras · Jamaica · Mexico · Nicaragua · Panama · Saint Kitts en Nevis · Saint Lucia · Saint Vincent en de Grenadines · Sint Maarten · Trinidad en Tobago · Verenigde Staten
Afhankelijke gebieden

Amerikaanse Maagdeneilanden · Anguilla · Bermuda · Britse Maagdeneilanden · Groenland · Guadeloupe · Kaaimaneilanden · Martinique · Montserrat · Navassa · Puerto Rico · Saint-Pierre en Miquelon · Turks- en Caicoseilanden